# Veštačka inteligencija i autorska prava
Tokom 2020-ih, brzi napredak modela generativne veštačke inteligencije zasnovanih na dubokom učenju doveo je do naglašavanja pitanja o tome da li se kršenje autorskih prava dešava kada se generativna veštačka inteligencija obučava ili koristi. Ovo uključuje modele teksta u sliku kao što je Stabilna difuzija i velike jezičke modele kao što je ChatGPT. Prema podacima iz 2023. godine, postoji nekoliko nerešenih američkih tužbi koje osporavaju korišćenje podataka zaštićenih autorskim pravima za obuku AI modela, pri čemu optuženi tvrde da to spada u pošteno korišćenje.
Popularni modeli dubokog učenja se obučavaju na velikim količinama medija sakupljenih sa interneta, često koristeći materijal zaštićen autorskim pravima. Prilikom prikupljanja podataka za obuku, odabirom dela zaštićenih autorskim pravima se može narušiti ekskluzivno pravo nosioca autorskih prava da kontroliše reprodukciju, osim ako to nije obuhvaćeno izuzecima u relevantnim zakonima o autorskim pravima. Pored toga, korišćenje izlaza modela moglo bi da naruši autorska prava, a kreator modela bi mogao biti optužen za posrednu odgovornost i smatran odgovornim za to kršenje autorskih prava.

## Status autorskih prava dela generisanih veštačkom inteligencijom
Budući da većina pravnih jurisdikcija daje autorska prava samo na originalna autorska dela ljudskih autora, definicija „originalnosti“ je centralna za status autorskih prava dela generisanih pomoću veštačke inteligencije.

### Sjedinjene Države
U SAD, Zakon o autorskim pravima štiti „originalna autorska dela“. Američki Zavod za autorska prava je ovo protumačio kao ograničenje na dela „koja je stvorilo ljudsko biće“, odbijajući da dodeli autorska prava na dela nastala bez ljudske intervencije. Neki su sugerisali da bi izvesna ostvarenja veštačke inteligencije mogla biti zaštićena autorskim pravima u SAD i sličnim jurisdikcijama ako se može pokazati da je čovek koji je rukovodio VI programom pokazao dovoljno originalnosti u odabiru ulaza za VI ili uređivanju izlaza VI.
Zagovornici ovog gledišta sugerišu da se VI model može posmatrati samo kao alat (slično olovci ili kameri) koji koristi njegov ljudski operater da izrazi svoju kreativnu viziju. Na primer, zagovornici tvrde da ako se standard originalnosti može zadovoljiti tako što umetnik klikne dugme kapka na kameri, onda bi možda umetnici koji koriste generativnu veštačku inteligenciju trebalo da dobiju slično poštovanje, posebno ako prođu kroz više iteracija revizije kako bi poboljšali svoje zahteve od VI. Drugi zagovornici tvrde da Kancelarija za autorska prava ne koristi tehnološki neutralan pristup korišćenju veštačke inteligencije ili algoritamskih alata. Za druge kreativne izraze (muziku, fotografiju, pisanje) efektivno je test da li postoji de minimis, ili ograničena ljudska kreativnost. Za radove koji koriste AI alate, Kancelarija za autorska prava je napravila drugačiji test, odnosno da li postoji samo de minimis tehnološka uključenost.
Ova razlika u pristupu može se videti u nedavnoj odluci u vezi sa zahtevom za registraciju od strane Džejsona Metjua Alena za njegov rad Svemirska opera kreiran korišćenjem program Midjourney i alata za povećanje. Zavod za autorska prava je naveo:
Odbor smatra da Delo sadrži više od de minimis količine sadržaja generisanog veštačkom inteligencijom („VI“), i stoga se ovaj sadržaj mora odbiti u prijavi za registraciju. Pošto g. Alen nije voljan da se odrekne materijala generisanog veštačkom inteligencijom, delo se ne može registrovati kako je podneto.
Kako se veštačka inteligencija sve više koristi za stvaranje literature, muzike i drugih oblika umetnosti, Američka kancelarija za autorska prava je objavila nove smernice koje naglašavaju da li dela, uključujući materijale generisane veštačkom inteligencijom, pokazuju prirodu „mehaničke reprodukcije“ ili su „manifestacija sopstvenog stvaralačkog shvatanje autora“. Kancelarija za autorska prava SAD je u martu 2023. objavila pravilo o nizu pitanja u vezi sa upotrebom veštačke inteligencije, gde je navela:
...pošto Kancelarija prima otprilike pola miliona prijava za registraciju svake godine, ona vidi nove trendove u registracijskim aktivnostima koje mogu zahtevati modifikaciju ili proširenje informacija koje se zahtevaju da budu navedene u aplikaciji.
Jedan takav nedavni razvoj je upotreba sofisticiranih tehnologija veštačke inteligencije („VI“) sposobnih da proizvedu ekspresivni materijal. Ove tehnologije se „obučavaju“ na ogromnim količinama već postojećih dela čiji su autori ljudi i koriste zaključke iz te obuke za generisanje novog sadržaja. Neki sistemi rade kao odgovor na tekstualne instrukcije korisnika, koje se nazivaju „upit“.

Rezultat može biti tekstualni, vizuelni ili audio, a određuje ga VI na osnovu njegovog dizajna i materijala na kojem je obučen. Ove tehnologije, koje se često opisuju kao „generativna veštačka inteligencija“, podstiču pitanja o tome da li je materijal koji proizvode zaštićen autorskim pravima, da li se mogu registrovati dela koja se sastoje od materijala čiji su autori ujedno ljudi i od veštačka inteligencija, i koje informacije trebaju da dostave Kancelariji podnosioci zahteva koji žele da ih registruju.

## Spoljašnje veze
- Getty Images (US), Inc. v. Stability AI, Inc. filings